# Барнаду (Њамц)
Барнаду (рум. Bârnadu) насеље је у Румунији у округу Њамц у општини Биказ Кеј. Oпштина се налази на надморској висини од 1044 m.

## Становништво
Према подацима из 2002. године у насељу је живело 126 становника, од којих су сви румунске националности.